# Traktat kiachtański (1727)
Traktat kiachtański – porozumienie zawarte przez Imperium Rosyjskie i Cesarstwo chińskie 23 sierpnia 1727 roku.
Na mocy traktatu wytyczono nową granicę chińsko-rosyjską od Kiachty do Argunu, ustalając zbliżony do dzisiejszego przebieg granicy między Rosją a Mongolią. Uregulowano także status rosyjskiej misji prawosławnej w Pekinie. W jej skład miało odtąd wchodzić trzech duchownych i sześciu świeckich.
Traktat umożliwiał także Rosji utworzenie faktorii w Pekinie.